# Kita-in

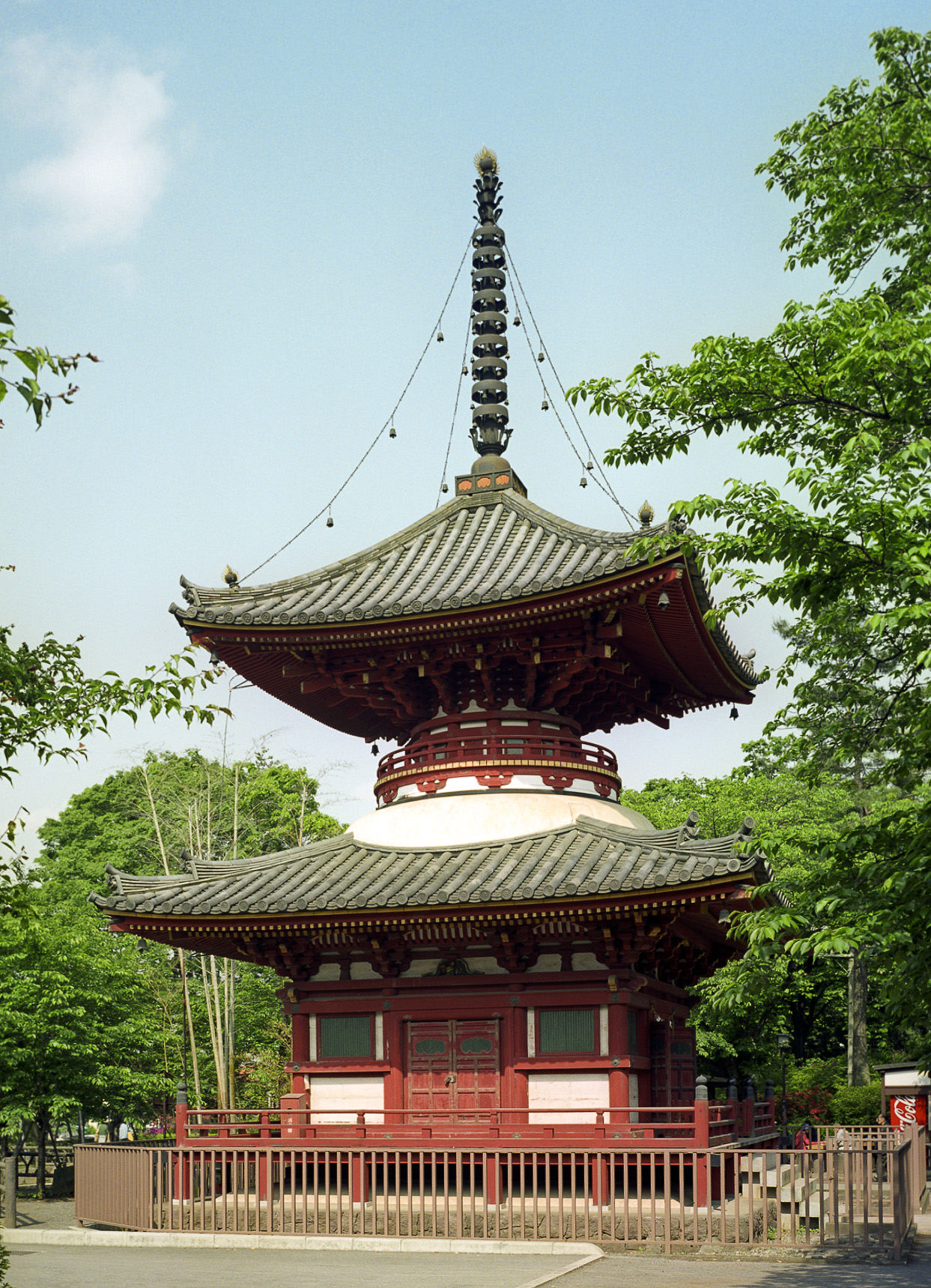
Tahōtō du Kita-in

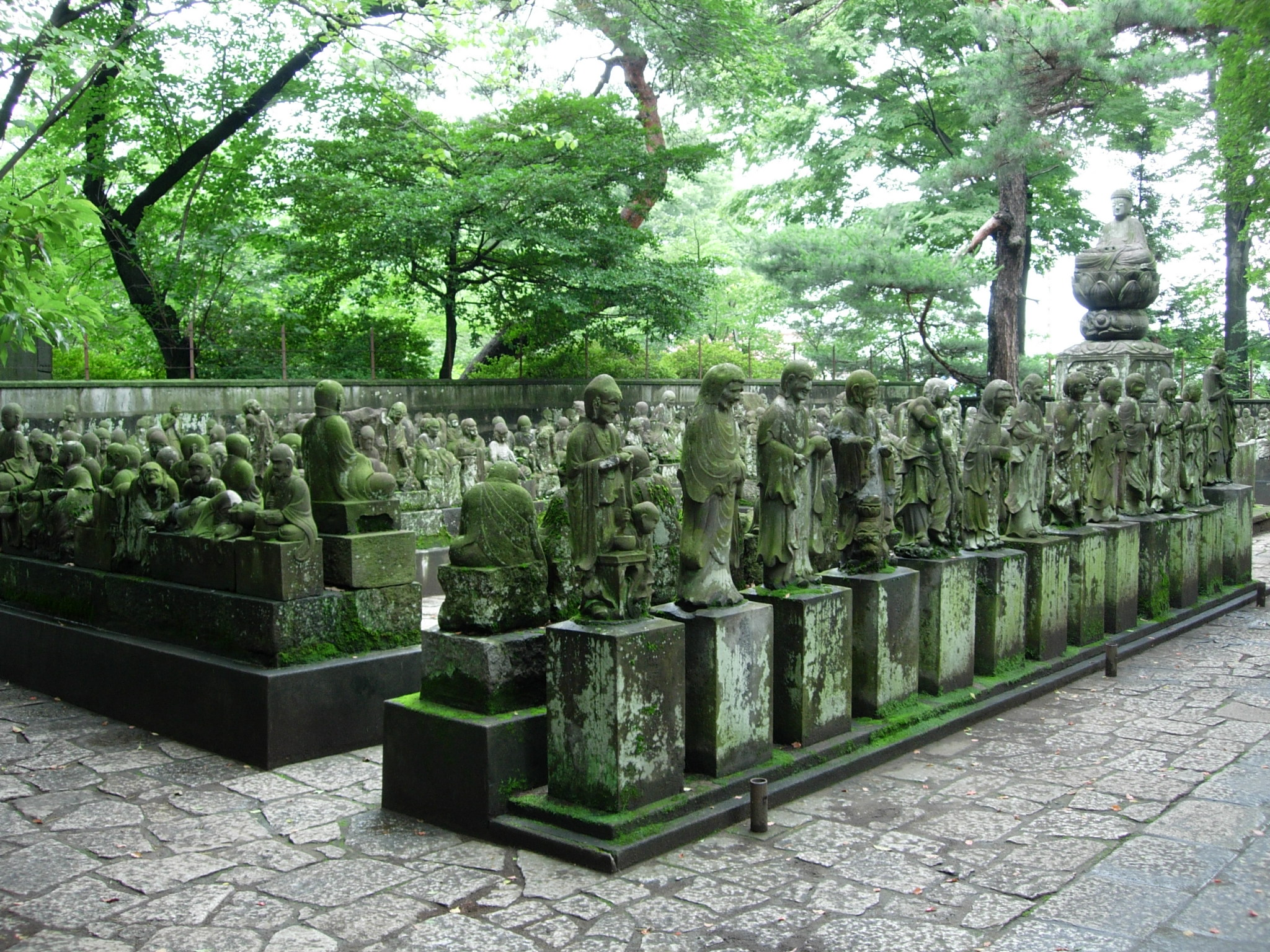
Les cinq cents Rakan

Le Seiya-san Muryōshuji Kita-in (星野山無量寿寺喜多院) est un temple bouddhiste Tendai situé dans la ville de Kawagoe, préfecture de Saitama au Japon. Il est connu pour son bâtiment principal, qui faisait partie du château d'Edo original ainsi que pour les statues de 540 Rakan, disciples de Bouddha.

## Origines et histoire
Le Kita-in aurait été fondé en 830 par le moine Ennin sous le nom de Muryōju-ji (無量寿寺, « temple de la vie éternelle »), Muryōju étant un autre nom du Bouddha Amitabha, principal objet de vénération. Le temple Tendai est alors scindé en trois parties appelées le Kita-in (北院, « temple du nord »), le Naka-in (中院, « temple du milieu ») et le Minami-in (南院, « temple du sud »),. Le Naka-in est à présent un temple indépendant et il ne reste qu'un cimetière du Minami-in.
Détruit par un incendie en 1202, il est reconstruit en 1296 et désigné temple de tête de la secte Tendai par l'empereur Go-Fushimi en 1300. Il atteint sa plus grande renommée et influence du temps du prêtre Tenkai qui est patronné par les trois premiers shoguns Tokugawa, Ieyasu, Hidetada et Iemitsu. L'influence de  Tenkai est telle que lorsque le temple est incendié en 1638, Iemitsu transfert une partie du château d'Edo au Kita-in. Comme le château a été détruit par les flammes lors du séisme de 1923 de Kantō, le Kita-in contient à présent les seuls structures encore existantes du château d'Edo original. Ces structures contiennent les pièces de réception, bureau, cuisine, toilettes et salle de bains utilisés par Iemitsu, ainsi que la salle même où il est censé être né. S'y trouve aussi le vestiaire utilisé par sa nourrice Kasuga no Tsubone qui devient la maîtresse du palais intérieur du château d'Edo. C'est à cette époque que le Kita-in remplace le Naka-in comme la plus influent des trois temples. À la même période, le caractère chinois de son nom est remplacé par l'actuel qui signifie « grand bonheur ».
L'actuel bâtiment principal du Kan'ei-ji d'Ueno provient du Kita-in et a été transféré sur le site d'un ancien sous-temple du Kan'ei-ji.

## Caractéristiques
- Salle de réception – Construite durant la 15e année de l'ère Kan'ei (1638) pour le château d'Edo.  La chambre elle-même est le berceau de Tokugawa Iemitsu.
- Salle d'édition - Construite durant la 16e année de l'ère Kan'ei (1639) dans le cadre du château d'Edo, elle contient les quartiers privés de dame Kasuga
- Quartier des prêtres– Construit durant la 15e année de l'ère Kan'ei (1638).
- La porte du temple (sōmon) - Construite durant la 9e année de l'ère Kan'ei (1632).
- Shōrō| (beffroi) – Construit durant la 15e année de ère Genroku (1702).
- Un tahōtō, un type japonais de pagode développé au cours de l'époque de Heian.
- Le petit sanctuaire Tōshō-gū où est vénéré l'esprit de Tokugawa Ieyasu. Détruit en 1638 par l'incendie qui brûle le reste du temple, il est reconstruit en 1640 sur ordre de Tokugawa Iemitsu avec une structure ressemblant étroitement au Nikkō Tōshō-gū[1].
- Derrière le bâtiment principal se trouvent les tombes de cinq daimyo qui ont dirigé Kawagoe au cours des XVIIIe et XIXe siècles.
- Près de l'entrée se trouvent les statues de 540 disciples de Bouddha connus sous le nom des « 500 rakan » (五百羅漢, Go-hyaku rakan?). Sculptés entre 1782 et 1825, ils représentent les disciples dans une grande variété de positions, de sorte que pas deux ne se ressemblent[5].

|  |  |  |

## Source
Moriyama, T. (1998). "Weekend Adventures Outside of Tokyo," Shufunotomo Co. Ltd., Tokyo Japan,  (ISBN 4-07-975049-8).